# 方诚国
方诚国，（1943年12月14日—2009年1月27日），浙江宁波镇海人。曾任中国交通银行行长、党委书记、副董事长。

## 生平
1962年11月，方诚国加入中国共产党。
方诚国曾先后担任中国人民银行上海市分行办事员，团委委员，副组长，副处长。
方诚国曾先后担任中国农业银行上海市分行副处长，副主任，主任，分行行长助理，副行长，行长；曾担任中国农业银行副行长。
方诚国曾先后担任交通银行副行长，党组副书记，常务董事，党委副书记。担任交通银行行长，党委书记，副董事长。
2009年1月27日在上海华东医院逝世，享年67岁。